# 三笠万里子
三笠万里子（みかさ まりこ、1893年（明治26年）12月26日 - 1972年（昭和47年）3月30日）は、大正・昭和期の日本の舞台女優、映画女優。本名は横田シナ。配偶者は、小説家佐藤紅緑。直木賞作家佐藤愛子の母。

## 生涯
大阪市浪速区新川に９人兄弟の次女として生まれる。女学校を卒業後は女工をしたり関西英学校に入学したりと経歴を重ねる。1912年（大正元年）に神戸市の聚楽館附属女優養成所に入所し女優としてのキャリアをスタートさせる。1913年（大正2年）に『女文士』で初舞台を踏む。
1914年（大正3年）、俳優三浦敏男と一座を結成。翌年、三浦と武田正憲の新日本劇に参加する。上京して同劇顧問佐藤紅緑と同棲する。
1916年（大正5年）、甲府公演『鳩の家』で主役を演じる。本郷座公演で三笠万里子を名乗る。紅緑主幹・万里子座長で巡業するが不入りで解散。新日本座を結成、大阪・中座で旗揚げした。
1919年（大正8年）、紅緑との間に長女が誕生。1922年（大正11年）、紅緑と結婚する。東京に引っ越し、1923年（大正12年）に次女愛子を出産する。
1924年（大正13年）、帝国キネマ小阪撮影所に招かれ、中川紫郎監督の時代劇『小豆島』に嵐璃徳の相手役で映画デビュー。紅緑が東亜キネマの所長に就任した縁で、紅緑作品『母』、佐藤プロ組織の第1作『光明の前に』に出演。映画出演はこの3作だけとする文献もあるが、キネマ旬報データベースでは『壁の中の美女』（1967年）が関連作品として掲載されている。
同年、佐藤愛子を含む一家は兵庫県鳴尾村字西畑（現西宮市）に転居している。12月には、神戸市の聚楽館で２日間の自主公演を行い『マグダ』に主演。これが最後の舞台となる。
1925年（大正14年）、女優業を引退。
1972年（昭和47年）3月30日、東京都世田谷区で死去。享年78歳。